# سارات الداخلية (بعدان)

تعديل مصدري - تعديل

سارات الداخلية محلة تابعة لقرية سارات، التابعة لعزلة دلال بمديرية بعدان إحدى مديريات محافظة إب في الجمهورية اليمنية، بلغ تعداد سكانها 72 حسب تعداد اليمن لعام 2004.